# Hernandulcine
L'hernandulcine est un sesquiterpénoïde à la saveur sucrée naturellement présent dans une plante d’Amérique latine : Lippia dulcis.

## Histoire

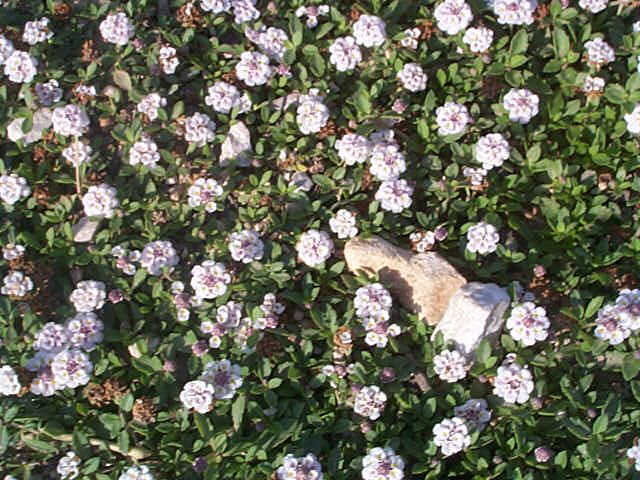
Lippia dulcis qui produit naturellement l'hernandulcine.

Durant son voyage en Amérique centrale (1572-1577), le médecin et botaniste espagnol Francisco Hernández, découvrit la  Lippia dulcis, une plante connue des Aztèques sous le nom de Tzonpelic xihuitl, signifiant "l'herbe sucrée". 
Le composé responsable de la saveur sucrée a été isolé à partir de la plante en 1985 par Douglas Kinghorn, de l'Université de l'Illinois à Chicago, et nommé hernandulcine d'après le nom du botaniste Francisco Hernández. 

## Propriétés

### Structure
L'hernandulcine, de formule chimique C15H24O2, est un composé faisant partie de la famille des sesquiterpènes (bisabolane) et comprenant un groupement cétone (conjugué) et un groupement hydroxyle (alcool). Ces deux groupements sont responsables de sa propriété édulcorante.  

### Propriété édulcorante
Le pouvoir sucrant de l'hermadulcine est de 1 000. Cependant, son profil sucré est moins bon que celui du saccharose car il est accompagné d'une amertume et d'un arrière-goût.
L'hernandulcine est présente dans la fleur et les feuilles de la plante.

## Synthèse
L'hernandulcine peut être synthétisée à partir de l'isopulégol en 6 étapes avec un rendement de 15 %.